# Sant'Antonio da Padova (Cosmè Tura)
Sant'Antonio da Padova è un dipinto olio su tavola (178x80 cm) di Cosmè Tura, databile al 1484-1490 circa e conservato nella Galleria Estense di Modena.

## Storia
L'opera, tra le ultime dell'artista, è documentata da una lettera indirizzata dal Tura al duca Ercole I d'Este datata 1490, nella quale sollecitava il pagamento del dipinto, affermando testualmente "Io non scio come potermi vivere et substentar in questo modo imperocché non mi trovo proffessione o facultate che mi substentino con la famiglia mia". La tavola fu realizzata per il nipote del duca Ercole I d'Este, Nicolò Gurone poi diventato vescovo di Adria. In origine collocata  nella Chiesa di San Nicolò a Ferrara, dopo alcuni passaggi in collezioni private fu acquistata dallo stato per la Galleria Estense nel 1906.

## Descrizione e stile
L'opera mostra gli estremi sviluppi dell'arte di Cosmè Tura, segnata da un profondo ed originale espressionismo con lampi di invenzioni visionarie.
Il santo è rappresentato altissimo, con un volto emaciato e sconvolto e con una cromia ridotta, che lo fa sembrare una grottesca statua. Le pieghe dell'abito sono sbalzate dal chiaroscuro incisivo come se fossero di pietra, mentre alcune linee aguzze, come nelle mani, rompono l'andamento liscio della figura. La scena è ambientata in un loggiato con pavimento a scacchiera in prospettiva e un arco, retto da due pilastri corinzi con pulvino, oltre il quale si apre un vasto panorama marino con orizzonte ribassato, che fa torreggiare maggiormente il santo. Vi si vedono alcune insenature con imbarcazione, dolcemente rischiarate dalla luce dorata del tramonto.